# Stefan Przedpełski
Stefan Franciszek Przedpełski herbu Boleścic (ur. 2 września 1865 w Nowej Wsi, zm. 25 sierpnia 1930 w Łodzi) – inżynier technolog, wynalazca w przemyśle tekstylnym, dyrektor przędzalni Spółki Akcyjnej „Ludwik Geyer” w Łodzi (1894–1930).

## Życiorys
Ukończył Wyższą Szkołę Rzemieślniczą w Łodzi, a następnie studia w Instytucie Technologicznym w Petersburgu (1882–1887), po których uzyskał tytuł inżyniera technologa. W latach 1887–1891 odbywał praktyki w przędzalniach bawełny łódzkich fabrykantów: Alfreda Biedermanna, Izraela Poznańskiego, Karola Scheiblera, a także w Zakładach Przemysłu Bawełnianego „Zawiercie”, pracując zarówno jako majster, jak i inżynier oddziałowy.
W latach 1891–1892 był kierownikiem przędzalni bawełny firmy Bułykin w Iwanowo-Wozniesieńsku, w 1892 zaś powrócił do Polski, gdzie pracował na tym samym stanowisku w firmie „Heinzel i Kunitzer” w Widzewskiej Manufakturze. W 1894 jako jeden z pierwszych Polaków w przemyśle bawełnianym osiągnął stanowisko dyrektora przędzalni – tę funkcję pełnił w Spółce Akcyjnej „Ludwik Geyer” w Łodzi i pozostawał na niej do końca życia.
Jako dyrektor w zakładach Geyera odpowiadał za modernizację przestarzałej przędzalni odpadowej oraz był projektantem u budowniczym wówczas jednej z najnowocześniejszych przędzalni średnioprzędnych. Był inicjatorem zastosowania w przemyśle włókienniczym urządzeń klimatyzacyjnych hydro- i termoregulacyjnych. Wprowadzał ulepszenia i pomysły racjonalizatorskie oraz opatentował wysokogatunkowe włosianki krawieckie w 1926, przyczyniając się do rezygnacji przedsiębiorstwa z importowania ich. Odpowiadał także za opracowanie technologii tkanin lotniczych i filtracyjnych oraz do produkcji opon samochodowych.
W 1926 w celu produkcji polskich tkanin technicznych założył spółkę „Tkalnia w Środzie”, której był głównym udziałowcem. Był współzałożycielem Sekcji Technicznej w Łodzi oraz łódzkiego oddziału Stowarzyszenia Technicznego.

### Życie prywatne
Był synem Walentego Przedpełskiego – administratora rolnego oraz Marii z domu Dębickiej. Jego żoną była Romualda z domu Włodzimierska, z którą miał 4 córki: Stefanię (ur. 1893), żonę inżyniera – Karola Bajera (ur. 1895), żonę inżyniera – B. Zaniewskiego, Julię (ur. 1897), żonę lekarza – Józefa Rosiewicza, Zofię (ur. 1903), żonę inżyniera – K. Wannera.
Został pochowany Starym Cmentarzu w Łodzi w części rzymskokatolickiej.